# 白部
白部（はくぶ）は、漢字を部首により分類したグループの一つ。
康熙字典214部首では106番目に置かれる（5画の12番目、午集の12番目）。

## 概要

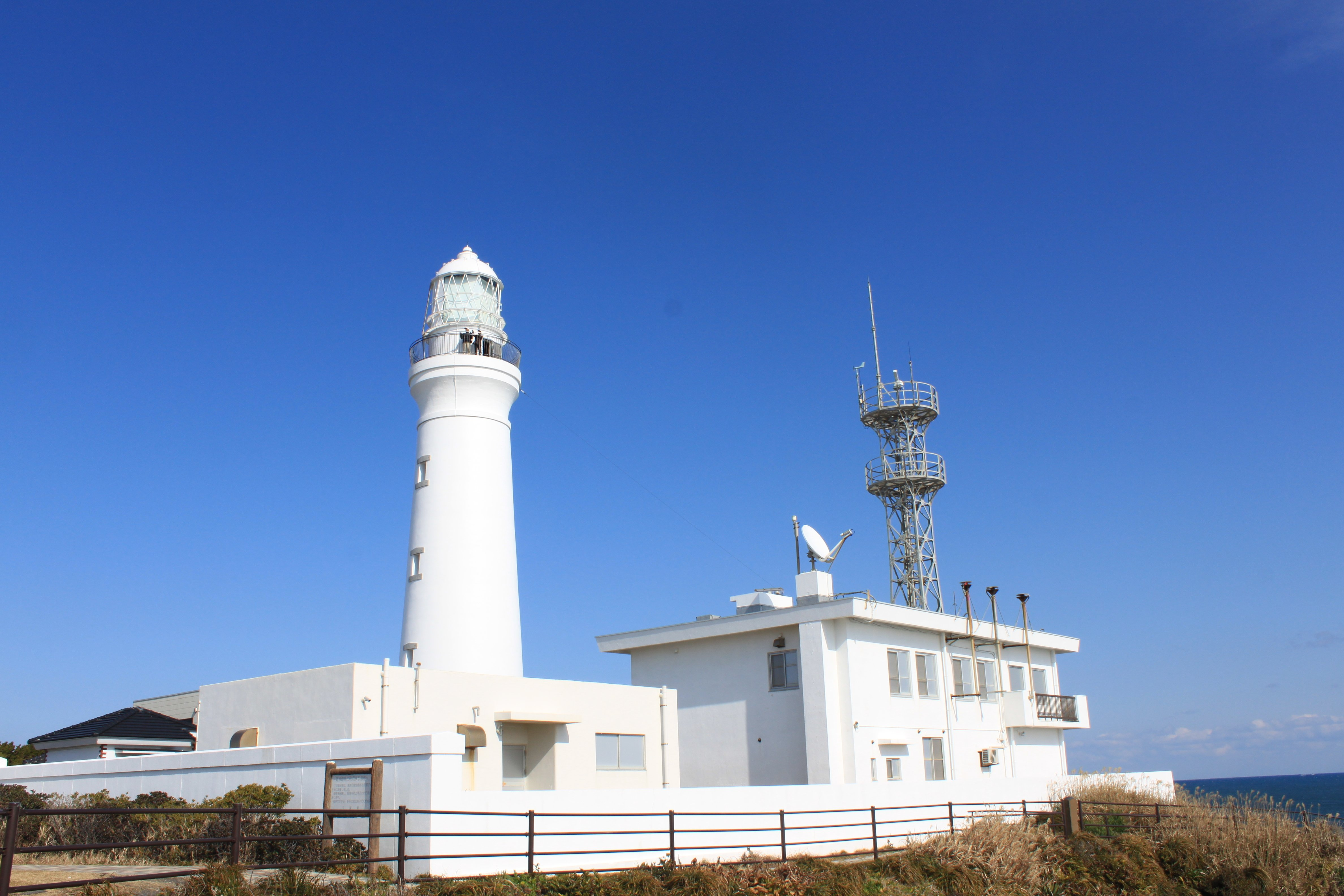

「白」字は色が白いことを表す。また明るいこと、目上に向かって語ること、その地方の長（現在の「伯」）などを意味する。
『説文解字』では五行説の西方の色であり、陰において行えば物の色は白くなり、入と二（陰の数）の組み合わせと説く。甲骨文を見ると水滴のようなものに線が入った形である。その解釈には諸説あり、白骨化した髑髏（白川静説）、夜が白んで昇ってくる太陽、灯火、ドングリ、親指…などの形に象るという。
偏旁の意符としては光や明るさ、白色に関することを示す。また声符としてもよく使われ、ハクといった音を表すのに用いられる。
白部では上記の意符を構成要素として持つ漢字や「白」の字形（自の省略形など）を筆画の要素に持つ漢字を収める。

## 部首の通称
- 日本：しろ・しろへん
- 中国：白字旁
- 韓国：흰백부（huin baek bu、しろい白部）
- 英米：Radical white

## 部首字
白
- 中古音
  - 広韻 - 傍陌切、陌韻、入声
  - 詩韻 - 陌韻、入声
  - 三十六字母 - 並母
- 現代音
  - 普通話 - ピンイン：bái 注音：ㄅㄞˊ ウェード式：pai2
  - 広東語 - Jyutping:baak6 イェール式:baak6
- 日本語 - 音：ハク（漢音）・ビャク（呉音） 訓：しろ・しら・しろい
- 朝鮮語 - 音：백(baek) 訓：흰（huin、白い）・밝을（balgeul、明るい）・訓：빌（bil、空く）・訓：아뢸（aroel、申し上げる）

## 例字
- 白
- 1:百、3:的、4:皆・皇、6:皐、7:皓、10:皚